# Bovesìa

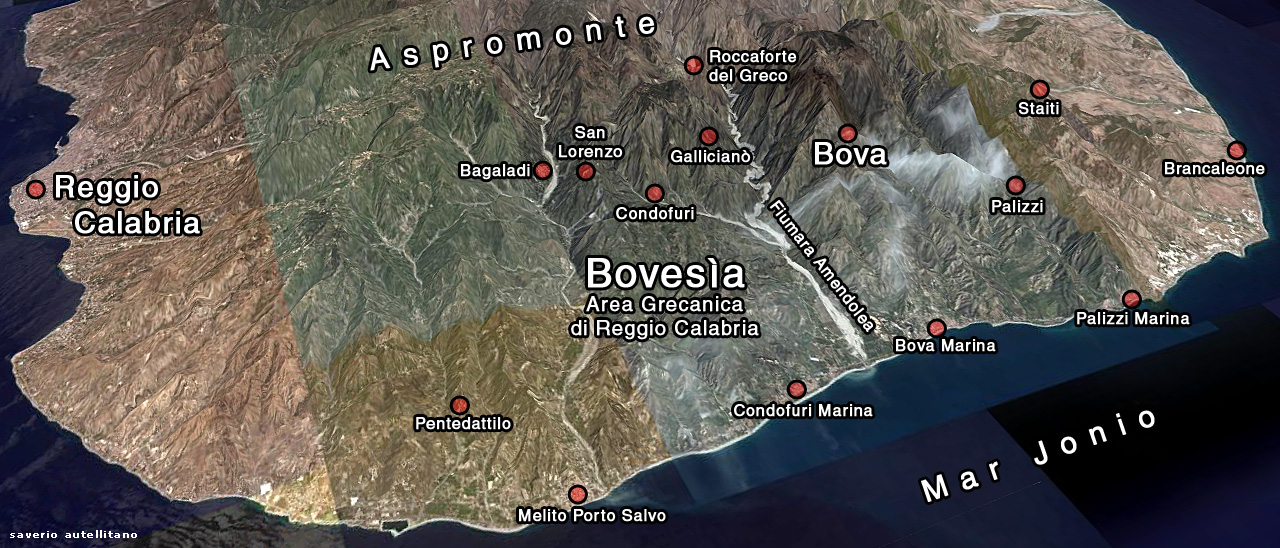
Bovesia

Bovesia vagy más néven Grecia Calabra (azaz calabriai Görögország) egy földrajzi tájegység Olaszország Calabria régiójában. Lakosai a calabriai-görög dialektust beszélik, mely leginkább a pugliai Grecìa Salentina vidékén beszélt grikó nyelvhez hasonlít. A dialektust beszélő lakosság száma 36-37 ezer körüli.
Települései közigazgatásilag Reggio Calabria megyéhez tartoznak:
- Bagaladi
- Bova
- Bova Marina
- Brancaleone
- Condofuri
- Melito di Porto Salvo
- Palizzi
- Roccaforte del Greco
- Roghudi
- San Lorenzo
- Staiti